# Платонов Сергій Федорович
Платонов Сергій Федорович (1860, Чернігів-1933, Самара) — російський історик. У 1882 р. закінчив Санкт-Петербурзький університет, в якому викладав до 1926 р. Докторську дисертацію захистив у Київському університеті в 1899 р. З 1918 по 1929 рр. — голова Археографічної комісії з видання творів О. С. Пушкіна. Лауреат Уваровської премії.
З 1925 по 1929 рр. — Директор Пушкінського Дому (Інституту російської літератури АН СРСР); одночасно суміщав з посадою директора бібліотеки АН СРСР (1925—1928). 12 січня 1930 заарештований за звинуваченням в антирадянській діяльності, висланий в Самару, де помер 10 січня 1933.

## Життєпис
Єдина дитина в сім'ї корінних москвичів, завідувача Чернігівською губернською друкарнею Федора Платоновича Платонова і його дружини Клеопатри Олександрівни (уродженої Хрісанфової). У 1869 році вони переїхали в Санкт-Петербург, де батько майбутнього історика дослужився до керуючого друкарнею Міністерства внутрішніх справ і вислужив з 1878 спадкове дворянство.
У Петербурзі Сергій Платонов навчався у приватній гімназії Ф. Ф. Бичкова. Канікули юний гімназист проводив у будинку московських родичів на околиці Петербурга. На сімнадцятому році життя довго і важко хворів на тиф.
Після закінчення гімназії Платонов, який мріяв про літературну діяльність, вступив на історико-філологічний ф-т Петербурзького університету. Під впливом істориків К. М. Бестужева-Рюміна, В. О. Ключевського, О. Д. Градовського захопився історією. У 1882 після закінчення університету був залишений для підготовки до професорського звання. Для магістерської дисертації обрав як об'єкт дослідження історико-літературні пам'ятки Смутного часу.
У 1888 році опублікував дисертацію, яка спочатку друкувалася в Журналі Міністерства народної освіти, окремим виданням, а 11 вересня того ж року успішно захистив її на ступінь магістра російської історії, що дозволило йому зайняти з 6 лютого 1889 посаду приват-доцента, а з 1890 року — професора по кафедрі російської історії Петербурзького університету.
Виходячи з висловленої С. М. Соловйовим «широкої історичної ідеї», згідно з якою початок нової Росії слід шукати не в реформах Петра I, а в подіях Смутного часу, визначив тему своєї докторської дисертації: "Нариси з історії Смути в Московській державі XVI—XVII ст. (Досвід вивчення суспільного ладу і станових відносин в Смутні часи) ". Перші рядки дисертації написав у початку 1896 року, а в 1899 році «Нариси …» вийшли окремим виданням.
30 жовтня 1899 захистив «Нариси …» у Києві в університеті св. Володимира як докторську дисертацію (офіційним опонентом виступив професор  В. С. Іконніков).
З 1900 по 1905 рік був деканом історико-філологічного факультету Петербурзького університету.
У 1903 році очолив тільки що організований Жіночий педагогічний інститут (перший в Росії жіночий педагогічний виш), який привів у зразковий стан.
У 1912 році до 30-річчя викладацької діяльності був затверджений у званні заслуженого професора, після чого в січні 1913 вийшов на пенсію, передавши кафедру своєму учневі С. В. Рождественському і перейшовши на ставку понадштатного професора.

## У смутні радянські часи
У перші роки після Жовтневого перевороту (який вважав випадковим і не сприйняв) знову звалив на себе нелегкий вантаж адміністративних і громадських посад:
- в 1918—1929 роках — голова Археографічної комісії;
- в 1918—1923 роках — директор Археологічного інституту;
- в 1918—1923 роках — завідувач Петроградським відділенням Головархіву;
- з квітня 1923 по жовтень 1925 — голова археологічного відділення ФОН (факультет суспільних наук) Петроградського університету;
- голова Археологічного товариства;
- голова Спілки російських архівних діячів;
- завідувач вченої комісії з історії праці в Росії;
- редактор Особливої наукової географічної комісії;
- голова Комітету з вивчення давньоруського живопису;
- редактор журналу «Вісник знання»;
- головний редактор (голова редакційного комітету) «Російського історичного журналу».

3 квітня 1920 Загальними зборами Російської Академії наук був обраний (за великий внесок у розвиток російської історичної науки) її дійсним членом.
У ніч на 12 січня 1930 був заарештований разом зі своєю молодшою дочкою Марією чекістом А. А. Мосевичем за підозрою «в активній антирадянській діяльності та участі у контрреволюційній організації».
У березні 1930 року була зарештована ще одна дочка — Ніна. 
Слідом за арештом Платонова пішла серія інших арештів. Всього за сфабрикованим Ленінградським управлінням ОГПУ у справі «Всенародного союзу боротьби за відродження вільної Росії» проходило 115 осіб.
Постановою Колегії ОГПУ від 8 серпня 1931 року Платонов був засуджений до 3 років адміністративного заслання в Самарі. 
Після прибуття в Самару, Платонов і його дочки Марія та Ніна оселилися в будинку на околиці міста, в якому 10 січня 1933 року він і помер.
20 липня 1967 року Платонов був повністю реабілітований рішенням Військової колегії Верховного Суду СРСР.
5 квітня 1968 року постановою Президії АН СРСР він був відновлений в Академії Наук СССР.